# Liepe (Dahme/Mark)
Liepe ist ein Gemeindeteil des Ortsteils Wahlsdorf der Stadt Dahme/Mark im Landkreis Teltow-Fläming in Brandenburg.

## Lage
Der Ort liegt nordwestlich der Kernstadt von Dahme/Mark an der L 711, die B 115 verläuft nördlich.

## Geschichte und Etymologie

### 12. bis 16. Jahrhundert

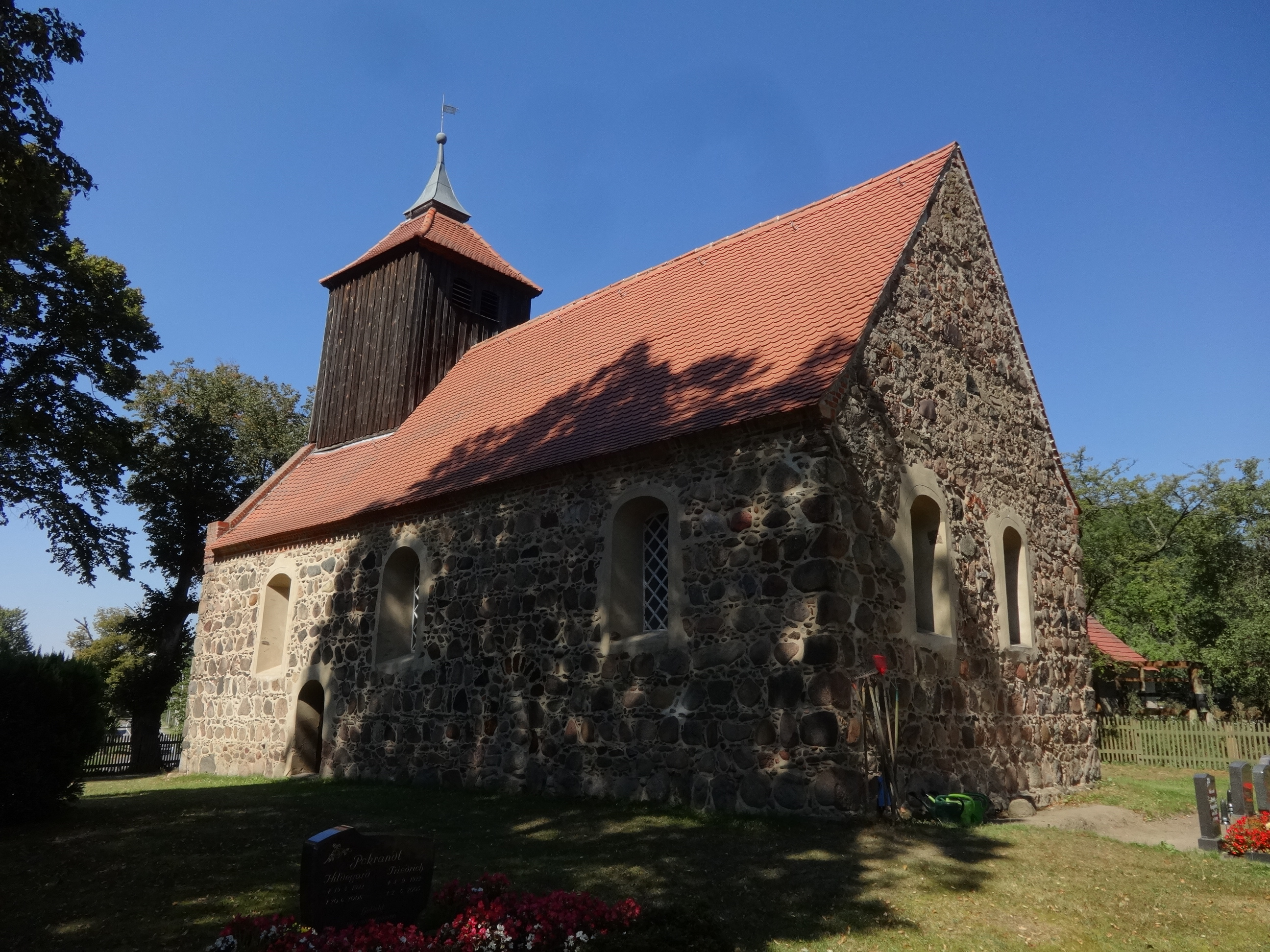
Dorfkirche Liepe

Vermutlich am Ende des 12. oder zum Beginn des 13. Jahrhunderts entstand am südöstlichen Rand des Kirchdorfs ein Turmhügel, die sogenannte Schwedenschanze. Sie war rund sieben bis acht Meter hoch und hatte einen Durchmesser von rund 22 m. Um sie führte ein rund zwei bis drei Meter hoher Wall, der im Nordosten und Osten durch Hofgelände und Gebäude durchbrochen war. Im Süden und Südosten befand sich ein zweiter Außengraben, der die Anlage vom Hochland abtrennte. Im Norden und Westen des Turmhügels fanden Archäologen frühdeutsche, blaugraue Scherben, die eine Besiedlung in dieser Zeit nachwiesen. Liepe wurde im Jahr 1222 erstmals durch einen Henrico de Lype, Henrico de Lipe (1225) urkundlich erwähnt und gehörte bis 1388 den Herren von der Dahme (Dahmis), die den Ort als Lehen vom Erzbischof Magdeburg erhalten hatten. Um 1300 entstand im Ort eine Dorfkirche, doch bereits 1229 war ein Leutpriester (Pleban) Jordanis de Lipe im Dorf seelsorgerisch tätig. Von 1388 war Lype bis 1390 war das Dorf erneut im unmittelbaren Besitz des Erzbischofs, der ihn anschließend wieder für 15 Jahre an die von Dahme verlehnte. Vor 1446 übernahmen die von Schlieben das Dorf Lipe und hielten es bis 1615. Die Bewohner zahlten um 1500 ausweislich der Steuererhebung im Erzstift Magdeburg Abgaben in Höhe von 2 1⁄2 Schock zur Anlage. Im Jahr 1516 waren es nach einem Anschlagk der bewilligten steure vff gehaltenem Landtage zu Magdeburg dienstags nach Lucie 1516 insgesamt 6 Rheinische Gulden (fl) zur Steuer. Im Dorf lebten zu dieser Zeit sieben Hufner und zwei Kossäten (1529), die 1534 insgesamt 6 fl 1 1⁄2 Groschen (gr) zum 50. Pfennig bezahlten. In den folgenden Jahrzehnten gab es kaum eine Entwicklung. Der Pfarrer besaß im Jahr 1562 zwei Hufen, die vom Schultheiß bewirtschaftet wurden. Von dort erhielt er 33 Scheffel Roggen sowie ein Lamm aus dem Schulzengut. Der Küster erhielt 6 Scheffel Roggen und 14 Brote. Die Kirche besaß einen „breiten Acker“, auf den in sechs Jahren einmal zwei Scheffel Korn gesät wurden. Hinzu kamen Einkünfte des Müllers, der 12 gr bezahlen musste und eine Wiese besaß. Im Jahr 1575 erhielt der Pfarrer 33 Scheffel Korn von der Gemeinde, der Küster 5 Scheffel sowie von jedem Hufner jährlich zwei und von jedem Kossäten ein Brot. Im Jahr 1584 lebten im Dorf neun Hauswirte (=Haushalte), allerdings war 1587 ein Bauerngut wüst gefallen. Otto von Schlieben nahm dies zum Anlass, dieses Bauerngut sowie zwei Kossätenhöfe noch im gleichen Jahr in einen Rittersitz umzuwandeln. Dabei kam es jedoch zu einer juristischen Auseinandersetzung, in dessen Folge die von Schlieben das Schulzen- und Kossätengut wieder zurückgeben mussten. In den Jahren 1593/1594 erschien erstmals ein Vorwerk.

### 17. Jahrhundert
Im Jahr 1610 bestanden im Dorf das Schulzengut, fünf Bauerngüter und ein Kossätenhof. Ab 1612 kam das Vorwerk in den Pfandbesitz der Familie von Löser und wurde 1615 zusammen mit dem Ort von der Familie von Hake übernommen. Im Dreißigjährigen Krieg wurde der Ort schwer verwüstet. In dieser Zeit gehörte das Dorf dem um 1630 geborenen Alexander Ehrenreich von Hake-Stülpe-Genshagen, der 1677 starb und der auf dem Friedhof der Kirche Liepe begraben wurde. Im Jahr 1686 gab es nach wie vor fünf wüste Bauernhöfe, die von der brandenburgischen Uradelsfamilie von Hake genutzt wurden. Sie brachten dort 4 Wispel aus und ließen eine Schäferei errichten. Daneben gab es im Dorf nur noch ein besetztes Kossätengut mit 8 1⁄2 Scheffel Aussaat. Letzter Hake auf Liepe und Kaltenhausen war wohl sicher der bereits auf seinem neuen Gut in Genshagen beigesetzte Levin Friedrich II. von Hake (1672–1743).

### 18. Jahrhundert
Von 1709 bis 1715 war das Gut im Besitz eines Magisters Christian Kra(c)ko(w), der auch als Pfarrer in Werbig tätig war. Von ihm gelangte es im Jahr 1715 an die Familie von Thümen. In diesem Jahr gab es im Dorf vier Kossätenhöfe und zwei bewohnte Bauerngüter; der Meierhof hatte aber nach wie vor fünf wüste Bauerngüter. Zunächst war Heinrich Otto von Thümen Besitzer, dann sein Sohn Otto Philipp von Thümen als Erbherr, auch auf Wahlsdorf. Im Jahr 1749 war Liepe zwölf Hufen groß und von sieben Halbspännern, zwei Kossäten und zwei Häuslern bewohnt. In dieser Zeit erschien im Jahr 1775 erstmals die Bezeichnung Liepe. Zum Ende des Jahrhunderts waren es im Jahr 1791 im Dorf zwei Bauern, zwei Kossäten, drei Hausleute oder Einlieger, ein Müller und ein Schmied mit insgesamt sechs Feuerstellen (=Haushalte). Im Rittergut gab es sieben Feuerstellen; dort wohnten fünf Hausleute oder Einlieger sowie ein Beamter.

### 19. Jahrhundert

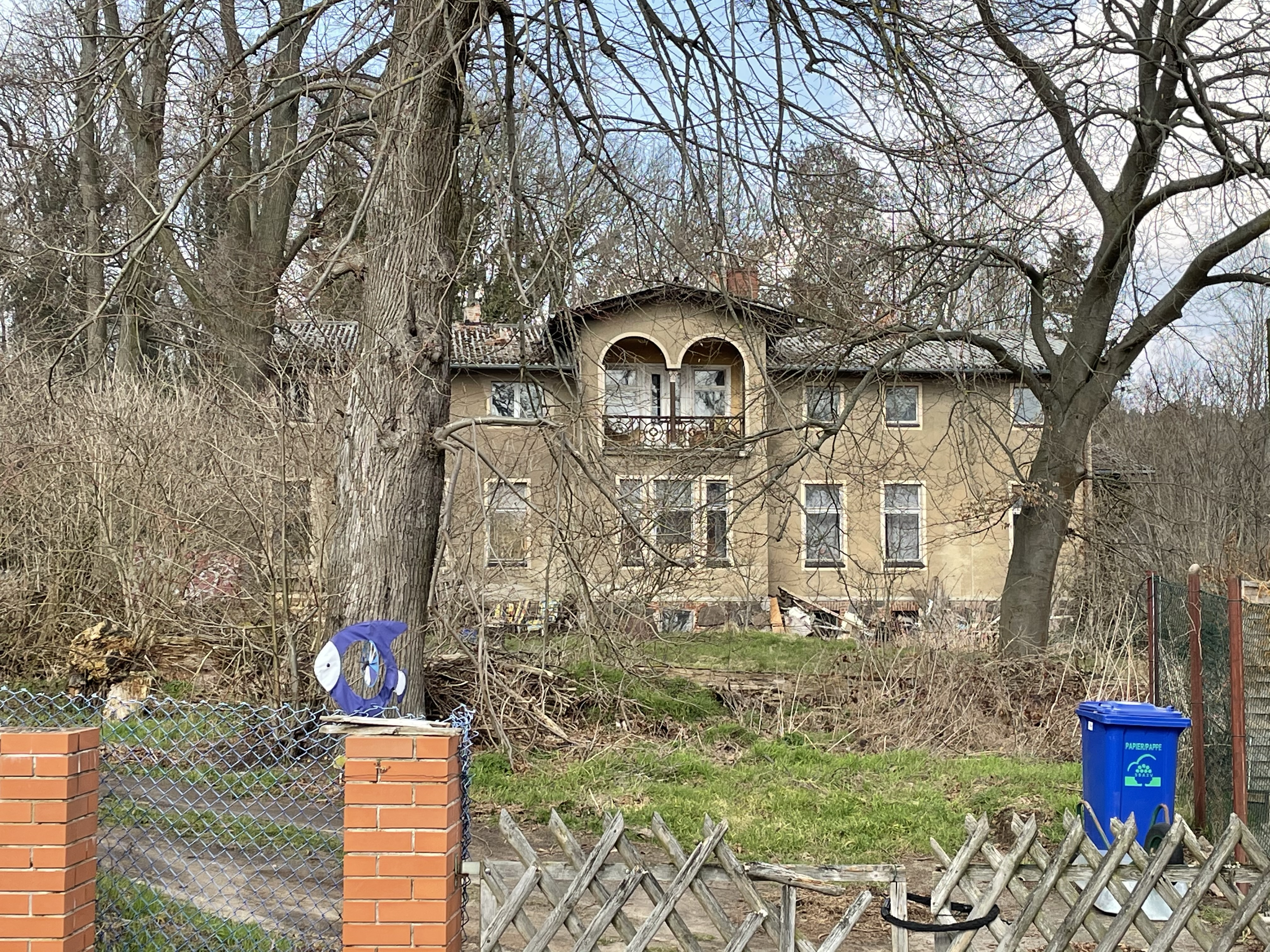
Gutshaus Liepe

Im Jahr 1801 bestand Liepe aus dem Dorf und dem Gut, in dem zwei Ganzbauern, ein Halbkossät, vier Büdner und ein Einlieger wohnten. Es gab eine Schmiede und eine Windmühle, drei Bauern- und acht Lehnhufen sowie 14 Feuerstellen.
Am 13. Dezember 1816 starb Leopold von Thümen im benachbarten Petkus. Die Nichte seiner Frau war mit Carl Wilhelm Ferdinand von Lochow verheiratet, der 1816 die Güter in Petkus, Kaltenhausen und Liepe erwarb. Der Ort blieb bis 1825 im Familienbesitz. Anschließend wechselten die Besitzer häufig. Ab 1825 stand es in Besitz des Leutnants Georg Heinrich von Freyberg, ein Vetter der von Lochow. Von 1829 bis 1837 ein bislang unbekannter Eigentümer; sowie von 1837 bis 1843 ein Freiherr Heinrich Ferdinand von Ziegler und Klipphausen. Der Baron war zugleich Mitglied einer Freimaurerloge in Halle a. d. S. Des Weiteren nahm er persönlich mit allen namhaften Gutsbesitzern der Region 1840 am Preußen-Huldigungsfest in Berlin teil. Bis 1837 wuchs Liepe auf zehn Wohnhäuser an. 1842 verkaufte der Baron Ziegler von Klipphausen einige zum Gut Liepe dazugehörigen Wiesen bei Lynow. Für den kurzen Zeitraum von 1843 bis 1844 übernahm ein Herr Schier den Ort, bis 1845 dessen Witwe, die es an Carl Ludwig Riefenstahl verkaufte und es bis 1859 besaß. Im Jahr 1858 standen im Dorf zwei öffentliche, neun Wohn- und 16 Wirtschaftsgebäude, darunter eine Getreidemühle. Das Dorf war lediglich 488 Morgen (Mg) groß: 4 Mg Gehöfte, 246 Mg Acker, 238 Mg Wald. Mit 1244 Mg Acker war das Gut klar landwirtschaftlich geprägt. Weitere 322 Mg waren bewaldet, 20 Mg als Wiese, 8 Mg als Gartenland genutzt und auf 4 Mg standen Gehöfte. Im Gut gab es drei Wohn- und 10 Wirtschaftsgebäude, darunter eine Brennerei. Von vor 1868 bis mindestens 1879 war Liepe, ebenso das unweit entfernte Zagelsdorf, im Besitz des Rechnungsrates Friedrich Pittelko(w). Die Namensschreibweise des Gutsherrn variiert auch in schriftlichen Quellen mit Pittelkow, so unter anderem in der Übersicht der Gutsbesitzer des Kreises Jüterbog-Luckenwalde im Adreßbuch der Kaufleute, Fabrikanten und Gewerbsleute, Gutsbesitzer von Brandenburg und Berlin. Die Gutsbetriebsgröße steht mit 391,50 ha in der ersten amtlichen Übersicht der Rittergüter der Provinz Brandenburg im Königreich Preussen zu Buche. Ab 1895 war ein Hauptmann Tegethoff Besitzer des Gutes und nannte 395,00 ha sein Eigen. Vermutlich unter seiner Leitung entstand um 1900 ein neues Gutshaus. Ein auf dem Urmesstischblatt von 1847 dargestelltes Gebäude könnte, so der Forschungsstand des Werkes Die Guts- und Herrenhäuser im Landkreis Teltow-Fläming, ein Vorgängerbau sein.

### 20. und 21. Jahrhundert
Zur Jahrhundertwende standen im Dorf neun Häuser. Dort lebten zwei Hufner, die 58,25 Hektar bzw. 57,25 Hektar Land bewirtschafteten; der Mühlenbesitzer 6,75 Hektar. Im Gut lebte der Besitzer auf 400 Hektar; dort standen fünf Häuser. Bis 1931 war Liepe auf 15 Wohnhäuser mit 22 Haushaltungen angewachsen. Vom Beginn des 20. Jahrhunderts bis 1942 gehörte Liepe der Familie Schwietzke, denen auch das benachbarte Wahlsdorf gehörte. Hiltrud und Carsten Preuß vermuten, dass der Hauptmann Tegethoff durch den Bau des Hauses in finanzielle Schwierigkeiten kam und daher das Gut an die Familie Schwietzke verkaufen musste. Vor der großen Wirtschaftskrise, die auch die Großbauern und Rittergutsbesitzer enorm belastete, war das Gute Liepe 1929 genau 404 ha groß, es standen 470 Schafe und 145 Schweine in den Ställen. Langjähriger Verwalter war Wilhelm Pieper. Der letzte Gutsbesitzer war Reinhold Prademann, der nach dem Zweiten Weltkrieg bis 1946 als Bürgermeister in Liepe arbeitete.
Das Gut mit 404,5 Hektar Fläche wurde enteignet, darunter 297,5 Hektar Acker, 1,7 Hektar Gärten, 20,4 Hektar Wiese und Weide, 65,2 Hektar Wald, 2 Hektar Hofräume, 0,9 Hektar Gewässer und 5,5 Hektar Ödland. Hiervon gingen 25,9 Hektar an vier landlose Bauern und drei Landarbeiter, 56,9 Hektar an sieben landarme Bauern, 134,8 Hektar an 13 Umsiedler, 172,1 Hektar in ein Saatzuchtgut und 14,7 Hektar an die Gemeinde. Im Gutshaus zogen Umsiedler ein; das VEG Petkus richtete im Gebäude ein Büro ein. Im Jahr 1953 gründete sich eine LPG Typ I mit acht Mitgliedern und 33 Hektar Fläche, die 1956 in eine LPG Typ III übergingen. Diese hatte im Jahr 1961 insgesamt 46 Mitglieder und 233 Hektar Fläche und wurde 1974 teilweise an die LPG Petkus und teilweise an das VEG Petkus Sitz Liepe angeschlossen. Liepe bestand in dieser Zeit im Jahr 1957 aus der Gemeinde mit den Wohnplätzen Ausbau und Siedlung. Im Jahr 1969 wurde die Kooperative Abteilung Pflanzenproduktion Niederer Fläming gegründet, die ihren Verwaltungssitz in das Gutshaus legte. Aus ihr ging 1973 die Zwischenbetriebliche Einrichtung Pflanzenproduktion Niederer Fläming hervor, die das Dachgeschoss ausbauen ließ, um dort weitere Büros einzurichten. Im Jahr 1983 bestand das VEG Petkus Abteilung Tierzucht Liepe.
Nach der Wende wurde das VEG durch die Treuhandanstalt verwaltet. Sie privatisierte die landwirtschaftlichen Flächen und verkaufte das Gutshaus im Jahr 2004. Es stand für einige Zeit leer wird inzwischen aber wieder bewohnt. Die Nebengebäude wurden ebenfalls verkauft und teilweise zu Wohnungen umgebaut.

## Bevölkerungsentwicklung
| Jahr      | 1791               | 1801 | 1817 | 1837 | 1858      | 1871      | 1885      | 1895      | 1905      | 1925 | 1939 | 1946 | 1964 | 1971 | 1981 |
| Einwohner | Dorf 66 und Gut 32 | 74   | 81   | 113  | 58 und 41 | 66 und 87 | 51 und 67 | 51 und 44 | 47 und 36 | 107  | 98   | 178  | 189  | 126  | 89   |

## Kultur und Sehenswürdigkeiten
- Die Dorfkirche in Liepe wurde vermutlich um 1300 aus Feldsteinen errichtet und 1734 barock überformt. In ihrem Innern befinden sich unter anderem eine Kanzel aus dem Anfang des 18. Jahrhunderts sowie ein Altarretabel aus der ersten Hälfte des 19. Jahrhunderts.
- Das Gutshaus Liepe entstand vermutlich um 1900. Bauherr war die Familie Tegethoff, die einen schlichten zweigeschossigen Bau errichten ließ. Hiltrud und Carsten Preuß weisen darauf hin, dass er „weder in einer repräsentativen Sichtachse noch als sichtbarer Mittelpunkt des Ortes an prominenter Stelle“ steht. Die Traufseite wird durch einen mächtigen Mittelrisalit dominiert, in dessen Obergeschoss eine Art Loggia eingebaut wurde. Das Gebäude kann durch einen Anbau an der rechten Giebelseite betreten werden.